# カルチュア・パブリッシャーズ
カルチュア・パブリッシャーズ は、映画・音楽・TVドラマなど著作権の輸入出および配給業務を主とし、付随して映像物の企画・制作・宣伝・製造・販売を行う配給元・発売元レーベルである。現在はカルチュア・エンタテインメント株式会社の事業部門。

## 概要
カルチュア・パブリッシャーズの作品に加え、コムストック、キネティック、コムストックから社名変更したキュービカルエンタテインメント、さらにキネティックが合併して発足したCKエンタテインメントの作品の権利を所有する。

## 沿革
- 1982年4月 株式会社コムストック発足。
- 1988年1月 カルチュア・パブリッシャーズ株式会社発足。
- 1995年11月 株式会社キネティック発足。
- 2006年7月 株式会社コムストック、株式会社キュービカルエンタテインメントへ社名変更。
- 2007年4月 株式会社キュービカルエンタテインメントと株式会社キネティックが合併、CKエンタテインメント株式会社発足。
- 2008年10月 株式会社レントラックジャパンがCKエンタテインメント株式会社を吸収合併。BIG TIME ENTERTAINMENT作品の取り扱いを開始。
- 2009年4月 株式会社TSUTAYAが株式会社レントラックジャパン、カルチュア・パブリッシャーズ株式会社の両社を吸収合併、株式会社CCCに商号変更。カルチュア・パブリッシャーズとCKエンタテインメントの事業を統合。
- 2009年10月 カルチュア・コンビニエンス・クラブ株式会社が株式会社CCCを吸収合併。
- 2014年12月 カルチュア・コンビニエンス・クラブ株式会社が分社、カルチュア・エンタテインメント株式会社がカルチュア・パブリッシャーズを承継。

## 主な配給・発売・出資作品
- トキワ荘の青春
- 男と女のいる歩道
- 世界クラシック映画100選集
- シュリ
- TV見仏記
- グッバイ、レーニン!
- パリ、18区、夜
- TAXi
- ドーベルマン
- アンジェリク〜はだしの女公爵
- バッファロー’66
- サルサ!
- マルホランド・ドライブ
- エトワール
- ブラウン・バニー
- インファナル・アフェア
- カーテンコール
- トゥルーへの手紙
- ストロベリーショートケイクス
- 白バラの祈り ゾフィー・ショル、最期の日々
- エコール
- 長い散歩
- 墨攻
- アルゼンチンババア
- パンズ・ラビリンス
- フローズン・タイム
- コッポラの胡蝶の夢
- テジョヨン
- がんばれ!クムスン
- 英雄時代
- キック・アス
- ジャングル ギンズバーグ19日間の軌跡
- MISS OSAKA ミス・オオサカ（2022年）[1]
- 兄を持ち運べるサイズに